# 阿尔贝特·安德松
阿尔贝特·安德松（瑞典語：Albert Andersson，1902年4月25日—1977年3月5日），瑞典男子体操运动员。他曾获得1920年夏季奥运会体操比赛男子团体瑞典式金牌。他也在1928年夏季奥运会参加了田径比赛。